# Le Janitor
Le Janitor est une série de bande dessinée créée en 2007 par Yves Sente (scénariste) et François Boucq (dessinateur), publiée chez Dargaud.

## Synopsis
Ce thriller contemporain pimenté d'une légère dose de surnaturel suit les aventures de Vince, garde du corps des acheteurs d'art du Vatican qui devient l'un des douze Janitores, les agents de terrain des services secrets de la Curie.

## Albums
1. L’Ange de Malte (2007)
2. Week-end à Davos (2007)
3. Les Revenants de Porto Cervo (2009)
4. Les Morsures du passé (2011)
5. La Crèche de Satan (2017)

## Éditeurs
- Dargaud : tomes 1 à 5 (première édition des tomes 1 à 5)